# Wetterblende
Eine Wetterblende, auch Wetterdrossel genannt, ist ein wettertechnisches Bauwerk, das im Bergbau unter Tage zur Regulierung des Wetterzuges verwendet wird. Durch Wetterblenden wird der Querschnitt der Strecke stark eingeengt, sodass es zu einer Erhöhung des Wetterwiderstandes kommt und eine geringere Wettermenge in die betroffenen Grubenbaue strömt. Wetterblenden können aber auch so konstruiert werden, dass sie den Bereich, vor dem sie eingesetzt werden, wettertechnisch komplett abdichten.

## Aufbau und Verwendung
Wetterblenden sind ähnlich aufgebaut wie Wettertüren, allerdings ist durch Wetterblenden in der Regel keine Fahrung möglich. Sie bestehen meistens aus gemauerten Ziegelsteinen oder aus zu einem Verschlag zusammengezimmertem Holz. Gemauerte Wetterdrosseln bezeichnet der Bergmann auch als Drosselwand. Der Einsatz von hölzernen Wetterblenden ist, aufgrund der hohen Belastung, nur bei kleineren Streckenquerschnitten sinnvoll. Soll durch die Wetterblende ein Teil der Wetter durchgeleitet werden, so werden sie mit einer Öffnung versehen. Um die durchströmende Wettermenge regulieren zu können, werden anstatt starrer Öffnungen sogenannte Schiebeluken, dies sind Blechplatten, die sich hin- und herschieben lassen, verwendet. Soll durch die Wetterblende nur die Wettergeschwindigkeit reduziert werden, so werden sie so konstruiert, dass sie nicht den gesamten Streckenquerschnitt, sondern nur Teile davon abschirmen. Solche Konstruktionen bezeichnet der Bergmann als Wetterprelle. Verwendet werden Wetterblenden oftmals, um nicht mehr benötigte Durchhiebe (kurze Verbindung von zwei Grubenbauen) zum Alten Mann abzudichten. Außerdem werden Wetterblenden auch eingesetzt, um eine Vermischung der Frischwetter und der Abwetter mittels einfacher Bauweise zu verhindern.